# 恋はみずいろ
「恋はみずいろ」（こいはみずいろ、原題はフランス語でL'amour est bleu ラムール・エ・ブル）は、ヨーロッパのポピュラー・ソング。歌詞もフランス語。1967年発表。ピエール・クール (Pierre Cour) 作詞、アンドレ・ポップ (Andre Popp) 作曲。
はじめはヨーロッパで、ユーロビジョン・ソング・コンテスト1967においてヴィッキー・レアンドロスの歌唱で発表され4位に入賞。翌年にはポール・モーリア編曲のインストゥルメンタルバージョンが全米ヒットチャート5週連続1位を獲得するなど爆発的にヒットし、数多くのアーティストによってカバーされ、1960年代 - 1970年代に突出した頻度で各メディアで流れた曲であり、また現在でもイージーリスニング音楽やBGMの定番のひとつとして用いられており、世界中の多くの人々に親しまれている曲である。
アメリカではポール・モーリア楽団の楽曲として、日本ではヴィッキー・レアンドロスの歌でヒットした。ブライアン・ブラックバーン (Bryan Blackburn) が英語版の歌詞「Love Is Blue」を書いた。

## カバー

### ポール・モーリアによるカバー
1967年の後期には、ポール・モーリアがイージーリスニング調にアレンジし、彼の楽団の演奏でインストゥルメンタル曲として録音。1968年1月にシングル盤として「Love is Blue (L'amour est bleu)」というタイトルでリリースされた。アメリカ合衆国でBillboard Hot 100の1位を記録。また、ビルボードの1968年年間チャート2位を獲得した。イギリスでは全英シングルチャートで最高12位を記録した。日本国内でも「恋はみずいろ」は、アルバム『パリのあやつり人形／ポール・モーリア・ヨーロッパ・トップ・ヒッツ』（SFX-7085）より1967年10月1日にシングルカット（SFL-1123）され、約12万枚のセールスを記録し、オリコンチャート最高18位を獲得した。
ヴィッキーもポール・モーリア版のヒットとともに各国で再注目され活躍するようになった。日本でも上述したようにポール・モーリア版が1967年から大ヒット、ヴィッキーも1968年に来日、ファンも増え数年の間、何度もテレビに登場した。漣健児訳詞による日本語バージョンも作成されヴィッキーは日本語でも歌った。
なおヴィッキーはユーロヴィジョンで発表した時は強めの曲調で歌っていたが、ポール・モーリアのインストゥルメンタルが大ヒットしてからは、柔らかめの曲調で歌うようになり、1968年に初来日した際にもポール・モーリア風の歌唱をした。ヴィッキーによるドイツ語版 (Blau wie das Meer), イタリア語版 (L'amore è blu), オランダ語版 (Liefde is zacht) もレコーディングされた。 

### その他のカバー
ポール・モーリア版の大ヒット以降、「L'amour est bleu / Love is blue」をカヴァーするアーティストが急速に増えた。代表的な例が以下の様になる。
- アル・マルティーノは、1968年に発売した同名のアルバムでカバー。1968年のBillboard Hot 100で57位、Billboard Adult Contemporaryで3位を獲得した[9]。
- ジェフ・ベックは、1968年にモーリアによるカバー版をロックの立場で再解釈して演奏・録音。全英シングルチャートで最高23位を獲得した[10][11]。
- クロディーヌ・ロンジェのカバー盤が、1968年のBillboard Hot 100で最高71位を獲得した[12]。
- ザ・デルズ（英語版）は、「I Can Sing a Rainbow」とのソウル・メドレーとしてカバー。1969年のBillboard Hot 100で最高22位、Billboard R&B Singleチャートで最高5位、全英シングルチャートで15位を獲得した。

このほか、ベンチャーズ、シルヴィ・ヴァルタン、ジャッキー・ミットゥ、エド・エイムズ、ジョニー・マティス、マーティー・ロビンス、フランク・シナトラ、ローレンス・ウェルク、ミシェル・トール らによってカバーされた。
また、日本ではあべ静江や森山良子、CHARA、Theピーズ、石川ひとみ、101ストリングス・オーケストラらによってカバーされた。なお、いかなる理由か101ストリングス・オーケストラによるバージョンは、要注意歌謡曲指定制度において旋律は使用可能なBランク指定を制度が失効する1988年まで受け続けた。
2010年代に入り、ドイツのテクノバンドであるスクーターが当楽曲を使用した「C'est Bleu」というタイトルのシングルを発売(アルバム「The Big Mash Up」にも収録)。この楽曲には原曲を歌唱したヴィッキーも参加しており、テクノチューンされた曲に新たにレコーディングされたヴィッキーの歌唱でマッシュアップされている。プロモーション・ビデオにもヴィッキーが登場しており、こちらもYoutubeで視聴可能である。

## その他
イージーリスニングの代表格といえる曲であり、各所で様々な形で使用されている。
- 日本プロ野球 千葉ロッテマリーンズに所属していた頃の早坂圭介、山中潔、小坂誠の元応援歌
- ダイエーの旧閉店予告BGM
- 日本ではTOAのチャイム再生機メロディクスの音源データとして市販されており、同音源データを使用する教育機関・事業所・防災行政無線などの時報等で聞くことができる。
- B'zの松本孝弘はライブで「もう一度キスしたかった」を披露する際、毎回アウトロでこの楽曲のワンフレーズを弾く。
- テレビ東京で過去放送されていたドラマ『奥さま2時です』のオープニングテーマ
- TBS系『この差って何ですか?』では、専門家登場時や訪問時にこの楽曲を流している。
- 『ベヨネッタ2』には、英語版の曲名と同じ「ラブイズブルー」という名の4丁拳銃が初期武装として登場する。